# Sima Wei
Sima Wei (* 271; † 27. Mai 291) war ein chinesischer Prinz der westlichen Jin-Dynastie. Er war der zweite der acht Prinzen, die im Krieg der Acht Prinzen gegeneinander um die Macht im China der Kaiserzeit kämpften.

## Leben
Sima Wei war ein jüngerer Sohn des Kaisers Jin Wudi und ein Bruder von Jin Huidi. Sima Wei war Prinz von Chu.  Wohl Ende April 291 wurde er zum Stadtkommandanten der Truppen in der Hauptstadt Luoyang ernannt. Ende Mai desselben Jahres führte Sima Wei Truppen gegen den chinesischen Premierminister Sima Liang, letzterer wurde getötet. Daraufhin wurde Sima Wei durch eine öffentliche Bekanntmachung zum Verräter erklärt, verhaftet und am 27. Mai hingerichtet. In den Quellen wird Sima Wei zu den acht Prinzen gezählt, obwohl die eigentlichen militärischen Auseinandersetzungen dieses so bezeichneten Konflikts erst im Jahr 300 begannen.